# Nada más que la verdad
Nada más que la verdad fue un programa o concurso de televisión, emitido por Caracol Televisión, cuyo formato fue una adaptación colombiana del concurso británico Nothing but the Truth. A pesar de contar con una importante sintonía, el programa salió del aire debido a las controversias éticas.

## Metodología del concurso
Previamente a cada programa, el participante era sometido a un interrogatorio de alrededor de 120 preguntas ante un polígrafo que registraba sin que ninguno supiera con anticipación si lo contestado por este participante era o no cierto. Posteriormente, al participante se le hacían 21 preguntas, las cuales debía responder con la verdad; si lo lograba, recibía como premio mayor el monto de 100 millones de pesos colombianos, pero si no respondía con la verdad alguna de las preguntas, se iba del programa sin dinero. Dichas preguntas iban subiendo poco a poco el grado de dificultad a medida que avanzaba el concurso.

## Críticas y controversia
El concurso generó fuertes controversias que terminaron con la cancelación del programa. El tipo de preguntas que manejaba fue uno de los motivos, donde habían preguntas como "¿ha tenido sexo con desconocidos en bares swinger?", o "¿recibe dinero extra de su jefe a cambio de favores sexuales?" o "¿alguna vez ha tenido relaciones homosexuales?" dirigidas a un hombre o una mujer cuya familia se encontraba entre el público.
En la Comisión Nacional de Televisión se recibieron varias cartas de denuncia sobre el contenido del programa porque, según sus detractores, inducía a conductas irregulares y que en reiteradas ocasiones los participantes habían violado el Código Penal, pues hasta funcionarios habían confesado ante el polígrafo sus delitos de corrupción, otros concursantes delitos de narcotráfico y prostitución, entre otros.
En el último episodio emitido, a la concursante María Rosa Solano se le preguntó, iniciando su participación en el show, si le había pagado a un sicario para mandar a matar a su marido, pregunta a la que dicha participante respondió con un contundente "sí", llevándose posteriormente 50 millones de pesos. La cinta donde se grabó el programa fue solicitada por la Fiscalía General de la Nación. A raíz de este episodio, este programa fue sacado del aire.

## Sintonía
Pese a las críticas, según el Grupo Ibope el programa en Colombia registraba una audiencia diaria de 2.100.000 televidentes,[cita requerida] lo que lo situaba como uno de los cinco programas más vistos de ese país durante 2007.
Este controvertido formato es obra de Howard Schultz, creador de otros concursos y reality show tan exitosos como Extreme Makeover. En Colombia el concurso era presentado por Jorge Alfredo Vargas.
- Datos: Q718674